# Кванмьонсон-4
Кванмьонсон-4 (на корейски: 광명성 4호) е севернокорейски наблюдателен спътник, изстрелян от КНДР на 7 февруари 2016 г.
Изстрелването става след проведения ядрен опит на 6 януари, и след като Съветът за сигурност на Организацията на обединените нации взима решение за налагане на санкции след ядрения тест. Стартирането също така е в чест на 74 години от рождението на покойния лидер Ким Чен Ир на 16 февруари.

## Подготовка
На 2 февруари 2016 г. Северна Корея изпраща известие до Международната морска организация и посочва, че страната ще изстреля спътник по програмата за наблюдение на Земята Кванмьонсон, някъде в периода между 8 – 25 февруари между 22:30 UTC и 03:30 ч. UTC. Уведомлението включва и падащите зони за първи и втори етап на ракетата.
На 6 февруари 2016 г. Северна Корея изпраща друго уведомление, удостоверяващо, че прозорецът за изстрелване е променен за 7 – 14 февруари.

## Изстрелване
Сателитът е изстрелян на 7 февруари 2016 г. 00:30 ч. UTC в слънчево-синхронизирана околоземна орбита, добре пригоден за сателитно наблюдение на Земята, като се използва Унха ракета носител от Тончхан-ри. Счита се за изпращане на съобщение до Китай, както и САЩ, тъй като стартирането се състои в навечерието на китайската Нова година и Супербоул в САЩ.
Първоначално е заявено от американски официални лица, че сателитът се е „разпаднал в орбита“ и че все още не са открити никакви сигнали, предаващи се от него. Въпреки това, по-късно е съобщено, че всичко е поставено под контрол и орбитата е стабилизирана.
Ръководителят на американското космическо и ракетно командване на отбраната заявява, че Кванмьонсон-4 е почти два пъти по-голям от Кванмьонсон-3, а южнокорейски служители предполагат, че масата му е 200 kg.
Северна Корея регистрира спътника в Службата на ООН за космическото пространство на 9 май.
В допълнение към твърденията, че Северна Корея планира лунна мисия, Хуон Кван Ир, директор на отдела за научните изследвания в НАДА, казва, че спътника е завършил 2513 орбитални обиколки и е предал 700 фотографски изображения в деня след старта си. Сателитът минава през Северна Корея четири пъти на ден и продължава да предава данни. Въпреки това, международни експерти като астрофизик Джонатан Макдауъл, не потвърждават всички предавания от сателита.

## Реакции
Правителството на Северна Корея организира фойерверки на 7 февруари 2016 г. за честването на старта.
Южна Корея, Япония, САЩ и други страни обвиняват Северна Корея за тестване на балистични ракети, способни да ударят САЩ. Въпреки това, някои експерти смятат, че Северна Корея е все още десетилетие далеч от притежаването на способност успешно да доставят ядрено оръжие с помощта на междуконтинентална балистична ракета, а изстрелването показва бавен, но постоянен напредък. Директорът на американската агенция за противоракетна отбрана, заявява, че изстрелването не е тест на междуконтинентална балистична ракета.
Изстрелването е категорично осъдено от Съвета за сигурност на ООН. Това подтиква Южна Корея и САЩ да обявят, че ще проучат възможността за разгръщане на терминалната система за отбрана (THAAD), усъвършенствана система за противоракетна отбрана в Южна Корея, която категорично се противопоставя на Китай и Русия.